# Nucetu (okręg Gorj)
Nucetu – wieś w Rumunii, w okręgu Gorj, w gminie Negomir. W 2011 roku liczyła 306 mieszkańców.